# Labastide-Saint-Pierre
Labastide-Saint-Pierre är en kommun i departementet Tarn-et-Garonne i regionen Occitanien i södra Frankrike. Kommunen ligger i kantonen Grisolles som tillhör arrondissementet Montauban. År 2022 hade Labastide-Saint-Pierre 3 763 invånare.

## Befolkningsutveckling
Antalet invånare i kommunen Labastide-Saint-Pierre
| Referens: INSEE |